# جون أموس
جون أموس (بالإنجليزية: John Amos) مواليد 27 ديسمبر 1939 في نيو جيرسي، الولايات المتحدة، هو ممثل أمريكي بدأ مسيرته الفنية عام 1970.

## روابط خارجية
- جون أموس على موقع IMDb (الإنجليزية)
- جون أموس على موقع ألو سيني (الفرنسية)
- جون أموس على موقع تيرنر كلاسيك موفيز (الإنجليزية)
- جون أموس على موقع أول موفي (الإنجليزية)
- جون أموس على موقع قاعدة بيانات برودواي على الإنترنت (الإنجليزية)
- جون أموس على موقع قاعدة بيانات الأفلام السويدية (السويدية)
- جون أموس على موقع إن إن دي بي (الإنجليزية)
- جون أموس على موقع قاعدة بيانات الفيلم (الإنجليزية)
- جون أموس على موقع كينوبويسك (الروسية)